# 瓦朗格艾曼
瓦朗格艾曼（Valangaiman），是印度泰米尔纳德邦Thiruvarur县的一个城镇。总人口11285（2001年）。

## 人口
该地2001年总人口11285人，其中男性5554人，女性5731人；0—6岁人口1116人，其中男567人，女549人；识字率67.96%，其中男性为72.60%，女性为63.46%。